# Burwell Boykin Lewis

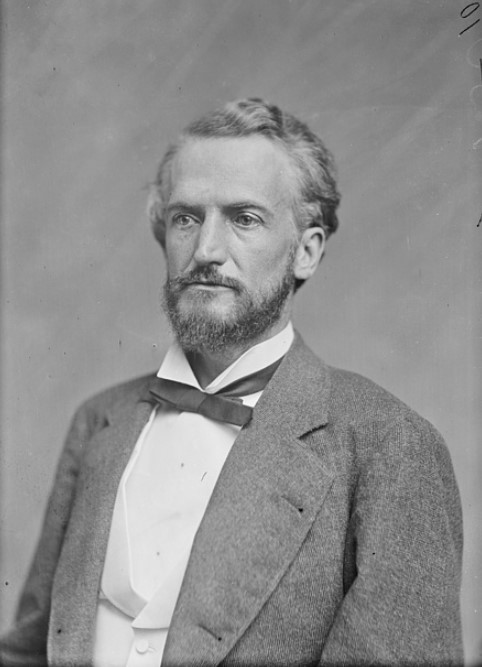
Foto des Kongressabgeordneten Burwell B. Lewis

Burwell Boykin Lewis (* 7. Juli 1838 in Montgomery, Alabama; † 11. Oktober 1885 in Tuscaloosa, Alabama) war ein US-amerikanischer Rechtsanwalt und Politiker (Demokratische Partei).

## Werdegang
Burwell Boykin Lewis zog mit seinen Eltern nach Mobile (Alabama). Nach dem Tod seiner Eltern lebte er bei seinem Onkel in Montevallo (Alabama). Lewis besuchte eine Privatschule und graduierte 1857 an der University of Alabama in Tuscaloosa. Er studierte Jura in Selma (Alabama), bekam 1859 seine Zulassung als Anwalt und fing dann in Montevallo an zu praktizieren. Während des Amerikanischen Bürgerkrieges diente er in der Konföderiertenarmee, wo er den Dienstgrad eines Captains in der 2. Alabama Kavallerie bekleidete.
Lewis verfolgte ebenfalls eine politische Laufbahn. Er war zwischen 1870 und 1872 Mitglied im Repräsentantenhaus von Alabama. Dann zog er 1872 nach Tuscaloosa (Alabama), wo er dem Eisen- und Kohlegeschäft nachging. Lewis wurde in den 44. US-Kongress gewählt, wo er vom 4. März 1875 bis zum 3. März 1877 tätig war. Bei seiner Kandidatur für den nachfolgenden 45. US-Kongress erlitt er eine Niederlage, allerdings wurde er in den 46. US-Kongress wiedergewählt. Dort war er vom 4. März 1879 bis zum 1. Oktober 1880 tätig, als er zurücktrat, um den Posten als Präsident der University of Alabama anzutreten. Lewis bekleidete diesen Posten bis zu seinem Tod 1885 in Tuscaloosa. Er wurde dort auf dem Evergreen Cemetery beigesetzt.